# Témoignages quakers
Les témoignages quakers sont des énoncés traditionnels de la foi quaker. Ils expriment la vision que les membres de la Société religieuse des Amis (quakers) partagent sur leur relation à Dieu et au monde. Les témoignages sont à considérer globalement car ils sont interdépendants. En tant que système philosophique, on peut les voir comme cohérents même hors de la théologie chrétienne. Les quakers n'ont pas toujours affiché le même système de valeurs, mais ces témoignages les ont guidés durant la plus grande partie de leur histoire.
La liste de ces témoignages, comme tous les aspects de la théologie quaker, est en évolution constante. Les plus répandus sont :  Paix, Vérité, Égalité et Simplicité. D'autres témoignages incluent : Justice, Unité, Communauté, Compassion ou encore Stewardship (qui peut signifier « gestion responsable »).

## Paix

L'étoile rouge et noire, symbole du Secours quaker.

Le témoignage de paix, aussi connu sous le nom de témoignage contre la guerre, exprime la position habituelle des membres de la Société religieuse des Amis contre la participation à toute guerre. Il s'agit fondamentalement, pour les quakers, du respect de la vie, de la « lumière intérieure » ou « that of God » (le divin) en chaque être humain. 
Ce témoignage est exprimé de façon exemplaire dans la déclaration que la Société des Amis fit au roi Charles II en 1661.

« Nous dénonçons absolument toutes guerres et luttes extérieures, ainsi que tous combats armés, quels qu'en soient les buts et les prétextes ; tel est notre témoignage devant le monde entier. L'Esprit du Christ qui est en nous ne varie pas et ne nous commande pas un jour de fuir une chose comme mauvaise pour nous pousser ensuite à la faire. Nous affirmons donc avec conviction, et nous proclamons devant le monde, que l'Esprit du Christ, qui nous conduit à la vérité, ne nous poussera jamais à nous battre ni à faire combattre aucun homme les armes à la main, ni pour le royaume du Christ ni pour celui de ce monde. »

Les quakers sont nombreux parmi les objecteurs de conscience et les défenseurs de la non-violence. Au temps de la Guerre d'indépendance des États-Unis, de nombreux quakers ont été désavoués par leurs groupes pour avoir participé à des actions militaires. La Société a travaillé et travaille encore à l'adoption de lois reconnaissant le droit à l'objection de conscience dans tous les pays dotés d'une armée. Aujourd'hui, certains quakers refusent de payer la partie de leurs impôts qui contribue à l'effort militaire de leur pays. Nombreux sont ceux qui s'engagent dans des organisations non gouvernementales qui contribuent activement à la démilitarisation de la société.
Ce témoignage a aussi pris la forme d'efforts pour soulager les souffrances des victimes de guerre de tous bords, souvent connu sous le nom de « Secours quaker » ((en) Quaker service, (de) Quäkerhilfe). En 1944-1945, des quakers ont été engagés dans la 3e compagnie médicale de la 2e division blindée française.
Sous l'angle de la prévention, les quakers promeuvent la recherche constante de moyens non-violents de résolution des conflits s'appuyant sur les institutions légales, comme les traités internationaux et des structures comme l'Union européenne ou les Nations unies. Le Conseil Quaker pour les Affaires Européennes (QCEA) à Bruxelles, et les Bureaux quakers auprès des Nations unies (QUNO) à Genève et à New York, par exemple, soutiennent les vues quakers au cœur des centres de pouvoir, là où sont prises les décisions politiques, économiques et militaires au niveau mondial.
C'est aussi un travail pour la paix et la justice sociale passant par des techniques non-violentes individuelles ou de groupe comme la médiation. 
La Société religieuse des Amis est considérée, à cause de ce témoignage, comme l'une des Églises traditionnellement pacifistes.

## Vérité ou intégrité

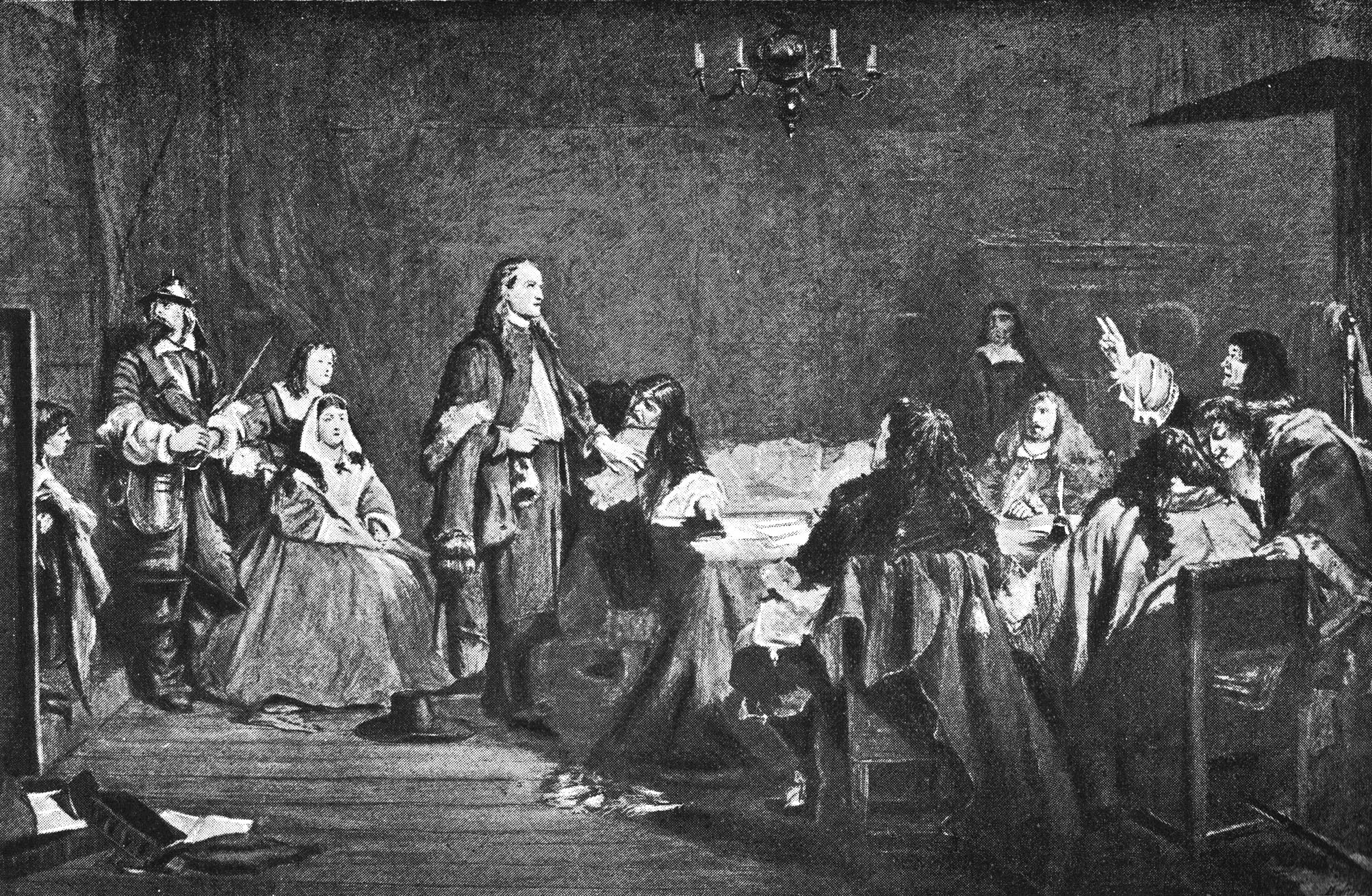
George Fox refusant de prêter serment, 1663

La vérité, chez les quakers, est un mot qui est parfois utilisé pour « Dieu », parfois pour la conviction intime, parfois pour la réalité de la vie quotidienne. La recherche de la vérité – ou de l'intégrité – consiste pour le quaker à écouter sa voix intérieure, à suivre les indications de l'Esprit, malgré les défis et la tentation d'agir autrement. 
Ce témoignage est à l'origine de la réputation d'honnêteté attribuée aux quakers, en particulier dans le domaine commercial. Il invite à reconnaître les apports des autres et à prendre la responsabilité de ses actes.
C'est l'obéissance à la vérité telle qu'ils la comprenaient qui a conduit les premiers quakers à des actions jugées provocantes dans la société du XVIIe siècle. Ils tenaient des réunions de culte publiques, malgré les interdictions et les lourdes peines qui leur étaient infligées. La prédication itinérante (travelling ministry) entraîna l'emprisonnement de nombreux quakers (hommes et femmes). 
Un des premiers noms de la Société est « Société religieuse des Amis de la Vérité » (The Religious Society of the Friends of Truth). Cette recherche de vérité incita les quakers, dès les premiers temps, à refuser de prêter serment devant les tribunaux. En partie à cause de l'injonction de l'évangile de Mathieu (5:34-37 Et moi, je vous dis de ne faire aucune sorte de serments…), mais aussi parce que le serment supposait qu'il y avait différents niveaux de vérité et ils croyaient que la vérité devait être dite en tout temps. Margaret Fell, femme d'un juge, et qui devint plus tard la femme de George Fox, fut condamnée, emprisonnée et perdit toutes ses propriétés à la suite de son refus de prêter serment de loyauté au roi d'Angleterre.
Les bases de la foi quaker ne sont pas remises en question par les découvertes scientifiques car la foi et la pratique quakers sont basées sur l'expérience. La recherche de la vérité est plus importante que le maintien de croyances, ainsi les quakers tentent de rester ouverts à de nouvelles approches de la vérité. En particulier ils cherchent à être à l'écoute des diverses sensibilités au sein même de leur communauté. 
Les quakers ont l'habitude d'affirmer que les choix se font « selon que la voie s'ouvre » (as the way opens). Après avoir fait un premier pas, les circonstances évoluent, rendant possible de discerner la voie à suivre. La vérité se révèle ainsi peu à peu.

## Égalité

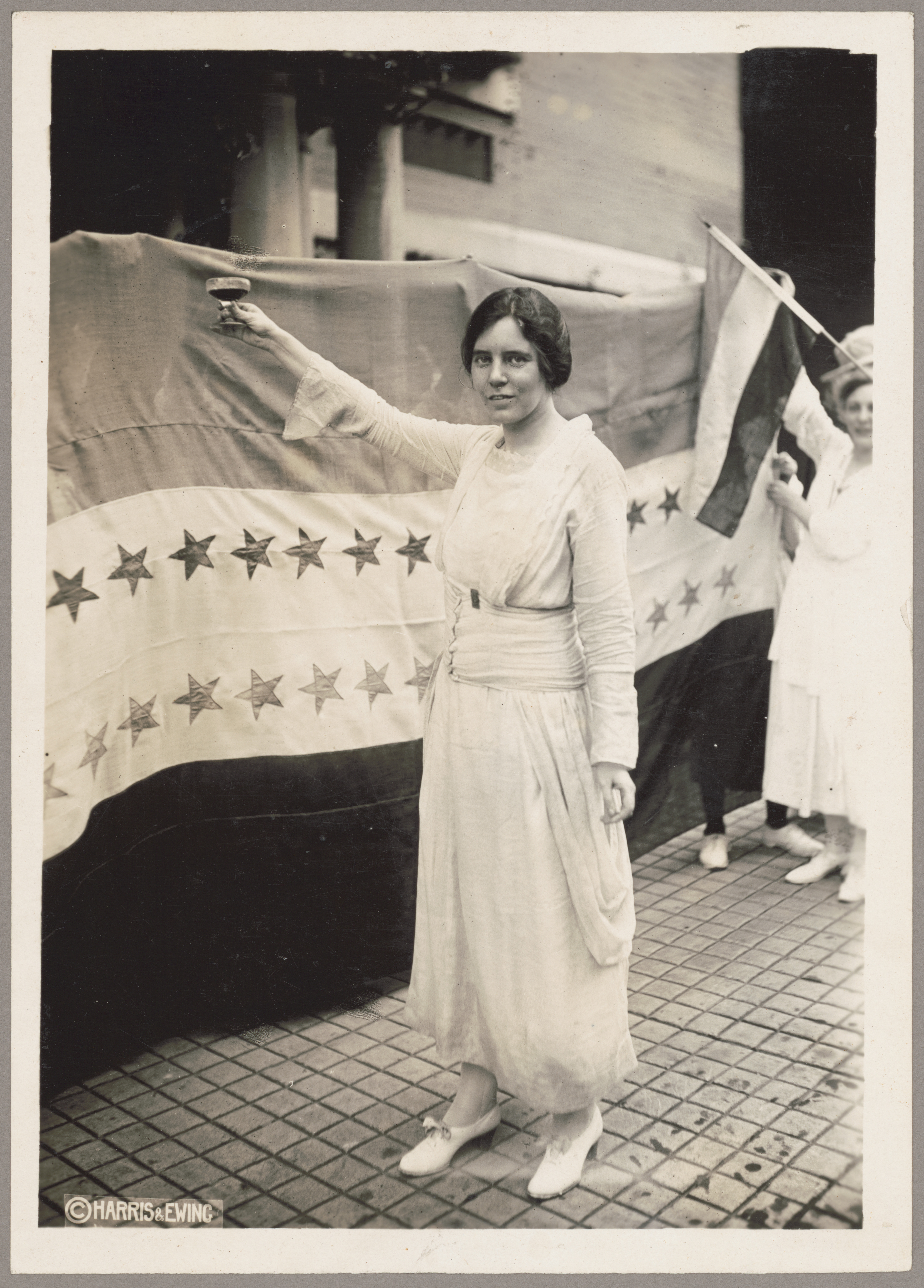
La suffragette Alice Paul en 1920

Pour les quakers, il y a « l'étincelle divine » (that of God, littéralement : « ça de Dieu ») en toute personne, quel que soit l'âge, le sexe, la race, la nationalité, la situation économique ou sociale, le niveau d'instruction. Dieu est accessible à tous et tous peuvent révéler sa vérité. Donc tous doivent être traités de la même manière.
Cette intuition, centrale dès le début du quakerisme, a impliqué d'affirmer l'égalité des sexes et des races. Depuis les débuts du mouvement, les femmes participent à égalité aux cultes et à l'organisation de la Société, et les écoles quakers accueillent autant les filles que les garçons. Des femmes quakers prirent une part active au mouvement des suffragettes.
En Angleterre et dans les colonies, les quakers se sont élevés contre les privilèges basés sur la fortune ou la classe sociale. Les quakers furent parmi les premiers à s'opposer à l'esclavage et à la peine capitale, à promouvoir une attitude respectueuse des malades mentaux et des prisonniers.
Aujourd'hui les quakers évitent l'emploi de titres universitaires ou autres, et ils usent volontiers du tutoiement entre eux. Toute personne, membre ou non membre, est bienvenue et peut participer aux cultes.

## Simplicité

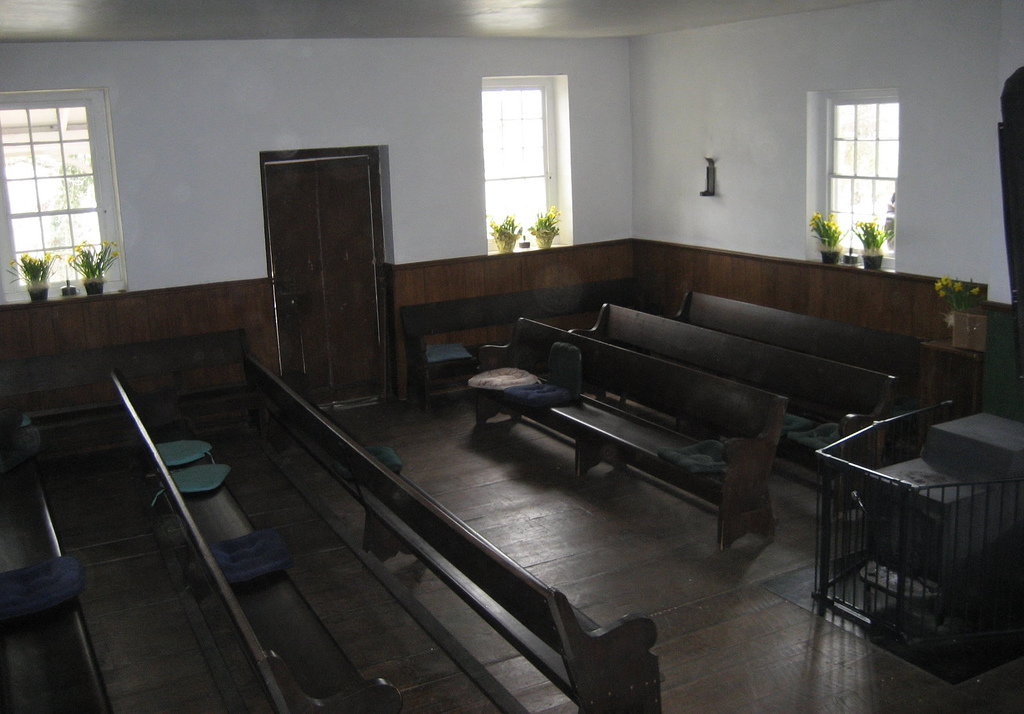
Intérieur d'une ancienne maison quaker aux États-Unis

Le témoignage de simplicité cherche à concentrer l'attention des quakers sur ce qui est essentiel et éternel, sans être distrait par le transitoire et le banal. L'objectif est de tenter d'éviter les « distractions » qui écartent de la vérité. Sont souvent citées : la poursuite de la richesse, du pouvoir ou du plaisir, l'extravagance du langage, de la mode, du comportement. Même un engagement pour les « bonnes causes » est regardé avec suspicion, quand il est trop exclusif. 
Ce témoignage est souvent exprimé par les quakers avec l'adjectif « plain », un mot anglais qui vient de l'ancien français plain, « plat » et qui signifie simple, sans ornements. Concernant l'habillement, il s'agit traditionnellement de contrer l'expression de la vanité et de la supériorité, le conformisme et le gaspillage associés aux changements de mode. Le mobilier des maisons quakers se doit aussi de rester simple. 
Dans le domaine de l'économie, la croissance ne devrait pas se faire sur la base d'une stimulation artificielle des besoins, ni au prix d'un gaspillage des ressources naturelles. Le témoignage de simplicité va ainsi dans le sens de l'écologie et rejoint le témoignage d'égalité en ce qui concerne le juste partage des ressources.
C'est dans le langage que s'exprime le mieux la parenté étroite de ce témoignage avec le témoignage de vérité. Dans la conversation, il s'agit d'affirmer, et non de flatter ou de jouer sur les émotions. La simplicité et l'intégrité ont beaucoup en commun  : là où la simplicité évite d'encombrer notre environnement, l'intégrité évite de compliquer nos relations.

### Sources
En français
- Témoignages quakers sur le site des quakers de Suisse

En anglais
- Testimonies sur la page Religious Society of Friends
- Peace Testimony | Testimony of Equality | Testimony of Integrity | Testimony of Simplicity
- Quaker Values sur la page de Langley Hill Friends Meeting